# Chiềng En
Chiềng En là một xã thuộc huyện Sông Mã, tỉnh Sơn La, Việt Nam.
Xã Chiềng En có diện tích 66,15 km², dân số năm 2016 là 6.089 người, mật độ dân số đạt 92 người/km².